# إليانور تاي
إليانور تاي هي أكاديمية كندية، ولدت في 1958 في مانيلا في الفلبين.